# Secret Story - Casa dos Segredos: Desafio final (4.ª edição)
O Desafio Final 4 do Secret Story - Casa dos Segredos denominado Desafio Final - Agora ou Nunca estreou no dia 8 de Janeiro de 2017 e terminou a  29 de Janeiro de 2017. Transmitido na TVI e produzido pela Endemol Portugal foi apresentado por Teresa Guilherme. O prémio final inicial foi de 10 mil euros.

## Casa
A casa do Secret Story - Casa dos Segredos: Desafio Final - Agora ou Nunca é localizada na Venda do Pinheiro, concelho de Mafra, mais especificamente na aldeia da Asseiceira Grande. A casa remodelada para a 6.ª edição da Casa dos Segredos, conta apenas com um quarto grande, ao contrário das edições anteriores, um novo quarto de vestir e uma segunda "Casa de Vidro", mais pequena que a primeira, construída separadamente da principal.

## Emissão
| Programa           | Emissão          | Apresentação                                         |
| ------------------ | ---------------- | ---------------------------------------------------- |
| Gala de expulsão   | Domingo          | Teresa Guilherme                                     |
| Nomeações          | Quarta           | Teresa Guilherme                                     |
| Diário da Tarde    | Segunda a Sexta  | (apenas imagem, sem apresentador)                    |
| Extra              | Segunda a Quinta | Isabel Silva                                         |
| Extra com tertúlia | Sexta            | Marta Cardoso                                        |
| Comentadores       | Terça            | Helena Isabel                                        |
| Comentadores       | Sexta            | Dr. Quintino Aires, Pimpinha Jardim e Flávio Furtado |
| Compacto           | Sábados          | (apenas imagem, sem apresentador)                    |
| TVI Reality        | 24h por dia      | (apenas imagem, sem apresentador)                    |

## Concorrentes
Concorrentes escolhidos pela Voz:

### A Quinta
- Gonçalo Quinaz
- Angélica  (A partir de 18 de Janeiro) - foi também concorrente na A Quinta: O Desafio

### Love On Top
- Andreia - vencedora do Love On Top 3
- Bruno Esteves - vencedor do Love On Top 3
- Eliane - vencedora do Love On Top 1 e participou também no Love On Top 3
- Filipe - vencedor do Love On Top 1
- Rui - participou também no Love On Top 3

### Secret Story - Casa dos Segredos

#### 2.ª edição
- Carlos - foi também finalista do Desafio Final 1 e Desafio Final 3

#### 4.ª edição
- Érica - foi também vencedora do Desafio Final 2, tendo participado também no Desafio Final 3, A Quinta e A Quinta: O Desafio
- Sofia - foi também vencedora do Desafio Final 3

#### 5.ª edição
- Vânia - foi também concorrente no Desafio Final 3
- Cristiana - foi também finalista no Desafio Final 3 e concorrente de A Quinta: O Desafio

#### 6.ª edição
- Cláudio
- Nuno
- Kika
- Rita

## Convidados especiais
- Helena - entrou na Casa na Gala do dia 8 para atuar como juíza na resolução de alguns conflitos.
- Bruno - entrou na Casa na Gala do dia 8 para defender a Cristiana num combate encenado contra o concorrente que escolheu Bruno Esteves. A sua vitória salvou Cristiana e determinou a expulsão imediata e no mesmo dia de Bruno Esteves.
- Bernardina - foi também finalista de A Quinta: O Desafio. Entrou no dia 15 de Janeiro e saiu no dia seguinte.
- Marco - entrou na Casa na Gala do dia 15 para defender o escolhido Carlos numa prova de cortar e espremer laranjas em dois minutos. O desafio foi bem-sucedido e Carlos ganhou uma imunidade para as seguintes nomeações. Também lhe foi dada a missão de escolher um concorrente para a Casa de Vidro sem saber as consequências. Optou pelo Filipe e este acabou por ganhar imunidade para as seguintes nomeações.
- Tierry - entrou na Casa na Gala do dia 15 para uma competição juntamente com o Nuno para carregar sacos de areia. Por Tierry ter ganho a prova, Nuno foi automaticamente expulso.
- Pedro Capitão e Diogo Semedo - entraram na Casa na Gala do dia 15 para escolherem dois concorrentes para serem expulsos. Pedro escolheu Cristiana e Diogo escolheu Andreia e após uma prova com a vitória de Diogo, Andreia foi expulsa. Também lhe foi dada a cada um, a missão de escolher um concorrente para a Casa de Vidro sem saberem as consequências. Optaram pela Eliane e Gonçalo respectivamente, acabando estes por ganhar também imunidade para as seguintes nomeações.
- Maria Leal - entrou na Casa na Gala do dia 15 para cantar o seu novo tema "Lady´s Night" e entregar a dois concorrentes um presente.
- Fanny, Joana Diniz, Rúben Boa Nova, Tatiana, Kelly Medeiros e Helena - entraram na casa na Gala do dia da final, cada um para apoiar o seu finalista preferido. Fanny foi apoiar o seu colega da Casa dos Segredos 2, Carlos. Rúben e Tatiana foram apoiar o Filipe e Érica respectivamente. A Helena foi apoiar a Sofia enquanto que a Kelly foi apoiar a Eliane.

## Entradas e eliminações
| Classificação | Classificação | Classificação     | Classificação         | Classificação         | Classificação | Classificação |
| #             | Concorrente   | Origem            | Entrada               | Saída                 | Nomeações     | Dias          |
| ------------- | ------------- | ----------------- | --------------------- | --------------------- | ------------- | ------------- |
| 1             | Carlos        | Maia              | 8 de Janeiro de 2017  | 29 de Janeiro de 2017 | 0             | 22            |
| 2             | Sofia         | Barreiro          | 8 de Janeiro de 2017  | 29 de Janeiro de 2017 | 1             | 22            |
| 3             | Filipe        | Corroios          | 8 de Janeiro de 2017  | 29 de Janeiro de 2017 | 1             | 22            |
| 4             | Gonçalo       | Odivelas          | 8 de Janeiro de 2017  | 29 de Janeiro de 2017 | 1             | 22            |
| 5             | Érica         | Ribeira Brava     | 8 de Janeiro de 2017  | 29 de Janeiro de 2017 | 0             | 22            |
| 6             | Eliane        | Angola            | 8 de Janeiro de 2017  | 29 de Janeiro de 2017 | 0             | 22            |
| 7             | Rui           | Vila Nova de Gaia | 8 de Janeiro de 2017  | 25 de Janeiro de 2017 | 3             | 18            |
| 8             | Cristiana     | Seixal            | 8 de Janeiro de 2017  | 25 de Janeiro de 2017 | 1             | 18            |
| 9             | Angélica      | Loulé             | 18 de Janeiro de 2017 | 22 de Janeiro de 2017 | 1             | 4             |
| 10            | Andreia       | Lagos             | 8 de Janeiro de 2017  | 22 de Janeiro de 2017 | 0             | 15            |
| 11            | Nuno          | Vila Nova de Gaia | 8 de Janeiro de 2017  | 22 de Janeiro de 2017 | 1             | 15            |
| 12            | Vânia         | Paços de Ferreira | 8 de Janeiro de 2017  | 22 de Janeiro de 2017 | 3             | 15            |
| 13            | Cláudio       | Porto             | 8 de Janeiro de 2017  | 18 de Janeiro de 2017 | 2             | 11            |
| 14            | Kika          | Amadora           | 8 de Janeiro de 2017  | 15 de Janeiro de 2017 | 1             | 8             |
| 15            | Bruno E.      | Sesimbra          | 8 de Janeiro de 2017  | 15 de Janeiro de 2017 | 0             | 8             |
| 16            | Rita          | Lisboa            | 8 de Janeiro de 2017  | 15 de Janeiro de 2017 | 1             | 8             |

Legenda
|  |                    |
|  | Vencedor/a         |
|  | Segundo lugar      |
|  | Eliminado/a        |
|  | Desistiu           |
|  | Expulso/a pela Voz |
|  | Finalista          |

Observação: os convidados e concorrentes eliminados ou expulsos são ordenados por data de saída. No caso de expulsões múltiplas a ordenação é feita de acordo com a percentagem de votos do público recebidos.

## Nomeações e expulsões
|              | Semana 1                                  | Semana 2                                                  | Semana 2                                   | Semana 3                              | Semana 3                                 | Semana 3                                   | Semana 3           |
| Dia 8        | Semana 1                                  | Dia 11                                                    | Dia 15                                     | Dia 18                                | Dia 22                                   |                                            |                    |
| ------------ | ----------------------------------------- | --------------------------------------------------------- | ------------------------------------------ | ------------------------------------- | ---------------------------------------- | ------------------------------------------ | ------------------ |
| Carlos       | Não Elegível                              | Imune                                                     | Andreia                                    | Imune                                 | Vencedor (Dia 22)                        | Vencedor (Dia 22)                          | Vencedor (Dia 22)  |
| Sofia        | Cláudio                                   | Não Elegível                                              | Nuno                                       | Nomeada                               | 2.º lugar (Dia 22)                       | 2.º lugar (Dia 22)                         | 2.º lugar (Dia 22) |
| Filipe       | Não Elegível                              | Imune                                                     | Vânia                                      | Imune                                 | 3.º lugar (Dia 22)                       | 3.º lugar (Dia 22)                         | 3.º lugar (Dia 22) |
| Gonçalo      | Não Elegível                              | Nomeado                                                   | Vânia                                      | Imune                                 | 4.º lugar (Dia 22)                       | 4.º lugar (Dia 22)                         | 4.º lugar (Dia 22) |
| Érica        | Imune                                     | Não Elegível                                              | Filipe                                     | Imune                                 | 5.º lugar (Dia 22)                       | 5.º lugar (Dia 22)                         | 5.º lugar (Dia 22) |
| Eliane       | Imune                                     | Não Elegível                                              | Rui                                        | Imune                                 | 6.º lugar (Dia 22)                       | 6.º lugar (Dia 22)                         | 6.º lugar (Dia 22) |
| Rui          | Vânia                                     | Nomeado                                                   | Vânia                                      | Nomeado                               | Expulso (Dia 18)                         | Expulso (Dia 18)                           | Expulso (Dia 18)   |
| Cristiana    | Kika                                      | Não Elegível                                              | Filipe                                     | Nomeada                               | Eliminada (Dia 18)                       | Eliminada (Dia 18)                         | Eliminada (Dia 18) |
| Angélica     | Entrou (Dia 11)                           | Entrou (Dia 11)                                           | Nomeada                                    | Eliminada (Dia 15)                    | Eliminada (Dia 15)                       | Eliminada (Dia 15)                         | Eliminada (Dia 15) |
| Andreia      | Rita                                      | Não Elegível                                              | Nuno                                       | Expulsa (Dia 15)                      | Expulsa (Dia 15)                         | Expulsa (Dia 15)                           | Expulsa (Dia 15)   |
| Nuno         | Não Elegível                              | Nomeado                                                   | Andreia                                    | Expulso (Dia 15)                      | Expulso (Dia 15)                         | Expulso (Dia 15)                           | Expulso (Dia 15)   |
| Vânia        | Nomeada                                   | Não Elegível                                              | Rui                                        | Eliminada (Dia 15)                    | Eliminada (Dia 15)                       | Eliminada (Dia 15)                         | Eliminada (Dia 15) |
| Cláudio      | Nomeado                                   | Nomeado                                                   | Eliminado (Dia 11)                         | Eliminado (Dia 11)                    | Eliminado (Dia 11)                       | Eliminado (Dia 11)                         | Eliminado (Dia 11) |
| Kika         | Nomeada                                   | Eliminada (Dia 8)                                         | Eliminada (Dia 8)                          | Eliminada (Dia 8)                     | Eliminada (Dia 8)                        | Eliminada (Dia 8)                          | Eliminada (Dia 8)  |
| Bruno        | Imune                                     | Expulso (Dia 8)                                           | Expulso (Dia 8)                            | Expulso (Dia 8)                       | Expulso (Dia 8)                          | Expulso (Dia 8)                            | Expulso (Dia 8)    |
| Rita         | Nomeada                                   | Eliminada (Dia 8)                                         | Eliminada (Dia 8)                          | Eliminada (Dia 8)                     | Eliminada (Dia 8)                        | Eliminada (Dia 8)                          | Eliminada (Dia 8)  |
|              |                                           |                                                           |                                            |                                       |                                          |                                            |                    |
| Notas        |                                           |                                                           |                                            |                                       |                                          |                                            |                    |
| Expulsões    | Bruno                                     | ----                                                      | Nuno Andreia                               | Rui                                   | ----                                     | ----                                       |                    |
| Nomeados     | Cláudio Kika Rita Vânia                   | Cláudio Gonçalo Nuno Rui                                  | Angélica Filipe Rui Vânia                  | Cristiana Rui Sofia                   | Carlos Eliane Érica Filipe Gonçalo Sofia | Carlos Eliane Érica Filipe Gonçalo Sofia   |                    |
| Eliminado(s) | Rita 31% dos votos Kika 44% dos votos     | Cláudio 41% dos votos                                     | Vânia 36% dos votos Angélica 43% dos votos | Cristiana 57% dos votos               | Eliane 5% dos votos Érica 8% dos votos   | Gonçalo 14% dos votos Filipe 18% dos votos |                    |
| Salvos       | Vânia 41% dos votos Cláudio 15% dos votos | Rui 38% dos votos Nuno 17% dos votos Gonçalo 4% dos votos | Rui 38% dos votos Filipe 19% dos votos     | Sofia 25% dos votos Rui 18% dos votos | Sofia 34% dos votos                      | Carlos 66% dos votos                       |                    |

### Votação do público
| Semanas | Nomeados | Eliminado(s)     |
| ------- | --- | ---------------- |
| Sem. 1  | Rita (31% entre 4), Kika (44% entre 3), Vânia (41% entre 3), Cláudio (15% entre 3)                                           | Rita e Kika      |
| Sem. 2  | Cláudio (41%), Gonçalo (4%), Nuno (17%), Rui (38%)                                                                           | Cláudio          |
| Sem. 2  | Vânia (36% entre 4), Angélica (43% entre 3), Filipe (19% entre 3), Rui (38% entre 3)                                         | Vânia e Angélica |
| Sem. 3  | Cristiana (57%), Sofia (25%), Rui (18%)                                                                                      | Cristiana        |
| Final   | Lia (5% entre 6), Érica (8% entre 6), Gonçalo (14% entre 4), Filipe (18% entre 4), Sofia (34% entre 2), Carlos (66% entre 2) | Finalistas       |

Legenda
     Votação para expulsar
     Votação para salvar

## Prémio final
O prémio inicial para o vencedor(a) é de 10 000 €. Contudo, se os concorrentes desrespeitarem regras estabelecidas ou falharem desafios, poderá ser retirado pela Voz um determinado montante ao prémio final.
| Dia | Quem?       | O que fez? | Valor     | Prémio final |
| --- | ----------- | --- | --------- | ------------ |
| 8   | Rita e Kika | Conversa sem microfone, Rita revelou a missão secreta                                                                            | - 1.000 € | 9.000 €      |
| 8   | Rui         | Partir objetos da Casa (uma televisão)                                                                                           | - 1.000 € | 8.000 €      |
| 11  | Rui         | Em um jogo de balões realizado pelos concorrentes, o balão escolhido por Rui, fez com que fosse retirado 1.000 € do prêmio final | - 1.000 € | 7.000 €      |
| 16  | Lia         | Desobedeceu a Voz e não cumpriu com a missão que ela propôs                                                                      | - 500 €   | 6.500 €      |
| 20  | Todos       | Alguns concorrentes erraram as perguntas feitas pela Voz ao telefone. A cada pergunta errada era descontado 300 €.               | - 1.400 € | 5.100 €      |

## Resumo semanal

### Casa principal e Casa de Vidro
Rotação dos residentes entre a Casa principal (CP) e a Casa de Vidro (CV):
| Dias →     | 1 - 4 | 4 - 6 | 6 - 8 | 8 - 9 | 9 - 10 | 11 - 14 | 15 - 18 | 19 - 22 |
| ---------- | ----- | ----- | ----- | ----- | ------ | ------- | ------- | ------- |
| Carlos     | CP    | CP    | CP    | CV    | CP     | CP      | CP      | CP      |
| Eliane     | CV    | CP    | CP    | CP    | CP     | CP      | CV      | CP      |
| Érica      | CV    | CP    | CP    | CP    | CV     | CV      | CP      | CP      |
| Filipe     | CP    | CP    | CP    | CV    | CV     | CP      | CV      | CP      |
| Gonçalo Q. | CP    | CP    | CP    | CP    | CP     | CP      | CV      | CP      |
| Sofia      | CP    | CV    | CP    | CP    | CV     | CP      | CP      | CP      |
| Cristiana  | CP    | CV    | CP    | CP    | CP     | CP      | CP      |         |
| Rui        | CP    | CV    | CP    | CV    | CP     | CP      | CP      |         |
| Angélica   |       |       |       |       |        | CP      |         |         |
| Andreia    | CP    | CP    | CP    | CP    | CP     | CP      |         |         |
| Nuno       | CP    | CP    | CP    | CP    | CP     | CP      |         |         |
| Vânia      | CP    | CP    | CP    | CP    | CP     | CV      |         |         |
| Cláudio    | CP    | CP    | CP    | CP    | CP     |         |         |         |
| Bernardina |       |       |       | CP    |        |         |         |         |
| Kika       | CP    | CP    | CP    |       |        |         |         |         |
| Bruno E.   | CV    | CP    | CP    |       |        |         |         |         |
| Rita       | CP    | CP    | CP    |       |        |         |         |         |

### Líder da Casa
| Semana | Líder  |
| ------ | ------ |
| 1      | Carlos |
| 2      | Érica  |

## Segredos e enigmas

### Segredos
- Segredo da Casa - O número "224", exibido no exterior na caixa de correio branca, corresponde ao número de vezes que foi carregado o botão dos segredos pelos concorrentes de todas as edições.

- Segredo da Voz - Os ponteiros dos três relógios da cozinha apontam, cada um, para o número da letra no alfabeto que compõe o nome VOZ.

Nota: nenhum dos concorrentes conseguiu desvendar estes segredos; eles foram revelados pela Voz na Gala da final.

#### Tentativas de descobertas
| Segredo da Casa | Quem pensa que descobriu | Data da tentativa |
| --- | ------------------------ | ----------------- |
| "O Código de Barras afixado na Casa revela em sequência invertida o número de concorrentes de todas as edições da Casa dos Segredos" | Cláudio1                 | 11 de Janeiro     |

### Enigmas

#### Tentativas de descobertas
| Enigma | Quem pensa que descobriu | Data da tentativa |
| --- | ------------------------ | ----------------- |
| "O Código de Barras afixado na Casa revela em sequência invertida o número de concorrentes de todas as edições da Casa dos Segredos (127)" | Cláudio1                 | 11 de Janeiro     |

- Nota 1: não é o segredo da Casa mas o concorrente revelou um dos enigmas e conquistou dois "Agoras". Ganhou também um fim de semana em Portugal para duas pessoas.

Legenda
     Está certo
     Carregou no botão, mas não jogou
     Está errado

## Audiências

### Galas
| Semana | Dia                            | Horário     | Telespectadores | Rating | Share | Posição (no horário) | Referência |
| ------ | ------------------------------ | ----------- | --------------- | ------ | ----- | -------------------- | ---------- |
| 1      | Domingo, 8 de janeiro de 2017  | 22h15-00h30 | 1 120 000       | 11,6%  | 31,3% | 1.º                  | [ 3 ]      |
| 2      | Domingo, 15 de janeiro de 2017 | 21h30-23h40 | 1 190 000       | 12,1%  | 26,6% | 1.º                  | [ 4 ]      |
| 3      | Domingo, 22 de janeiro de 2017 | 21h37-23h45 | 1 142 000       | 11,8%  | 26,2% | 1.º                  | [ 5 ]      |
| 4      | Domingo, 29 de janeiro de 2017 | 21h30-00h20 | 1 280 000       | 13,3%  | 28,7% | 1.º                  | [ 6 ]      |
| -      | Média                          | Média       | 1 183 000       | 12,2%  | 28,2% | —                    | —          |

### Nomeações
| Semana | Dia                                 | Horário     | Telespectadores | Rating | Share | Posição (no horário) | Referência          |
| ------ | ----------------------------------- | ----------- | --------------- | ------ | ----- | -------------------- | ------------------- |
| 1      | Quarta-feira, 11 de janeiro de 2017 | 19h15-20h00 | 847 500         | 8,8%   | 20,2% | 2.º                  | [ 7 ]               |
| 2      | Quarta-feira, 18 de janeiro de 2017 | 19h15-20h00 | 867 500         | 9%     | 20,4% | 2.º                  | [ 8 ]               |
| 3      | Quarta-feira, 25 de janeiro de 2017 | 19h15-20h00 | 780 000         | 8,1%   | 19%   | 2.º                  | [carece de fontes?] |
| -      | Média                               | Média       | 831 700         | 8,6%   | 19,9% | —                    | —                   |

Legenda
     Valor mais alto
     Valor mais baixo
     Média